# Pretending
Pretending è un singolo del gruppo musicale finlandese HIM, pubblicato nel 2001 ed estratto dall'album Deep Shadows and Brilliant Highlights.

## Tracce
Versione Standard 
1. Pretending
2. Pretending (Alternative mix)
3. Pretending (The Cosmic Pope Jam version)

Versione Ed. Limitata
1. Pretending
2. Pretending (Alternative mix)
3. Pretending (The Cosmic Pope Jam version)
4. Please Don't Let It Go (Acoustic version)
5. Lose You Tonight (Caravan version)